# Райко Митич
Райко Митич (сербохорв. Rajko Mitić / Рајко Митић, 19 листопада 1922, Бела-Паланка — 29 березня 2008, Белград) — югославський футболіст, що грав на позиції нападника. По завершенні ігрової кар'єри — тренер.
Митич став однією з перших легенд клубу «Црвена Звезда», дворазовим віце-чемпіоном Олімпійських ігор (1948, 1952), учасником чемпіонату світу 1950 року та капітаном збірної Югославії на чемпіонаті світу 1954 року. Згодом вже як тренер приводив збірну Югославії до срібних медалей чемпіонату Європи 1968 року.

## Клубна кар'єра
До Другої світової війни Райко Митич грав за молодіжний клуб «Коштуняк», а пізніше — за БСК (Белград). З останнім дебютував у  Першій лізі Югославії в 1940 році.

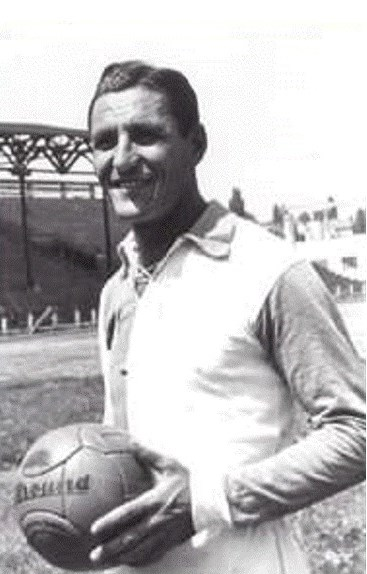
Райко Митич у 1952 році.

Друга світова війна зупинила його розвиток у футболу і з 1944 року він був інженером бригади Народно-визвольної армії Югославії. У першому післявоєнному чемпіонаті Югославії, в якому грали не клуби, а збірні регіонів новоствореної Югославії, Митич виступав за збірну Сербії і виграв з нею турнір. А вже навесні 1945 року була заснована військова команда «Црвена Звезда» і Райко став капітаном нової команди. Будучи капітаном і лідером команди, він виграв п'ять чемпіонатів (1951, 1953, 1956, 1957 та 1959) та чотири національні кубки (1948, 1949, 1950 та 1958). Останнім матчем Митича став фінал Кубка Югославії 1958 року, який відбувся 29 листопада в Белграді. Суперником був мостарський « Вележ», переможений з рахунком 4:0. Всього у складі «Црвени Звєзди» Райко Митич провів 572 матчі і забив 262 голи, з них 220 матчів і 72 голів у чемпіонаті Югославії; 39 матчів і 22 голи — в кубку країни.
Митич завжди був прихильником чесної гри: одного разу, будучи капітаном «Црвени Звєзди» він навіть вигнав з поля свого друга і одноклубника Бранко Станковича за неспортивну поведінку. А після того як 7 квітня 1958 року під час матчу в Спліті уболівальник кинув камінь в Бору Костича і поцілив тому в голову, Митич забрав із поля всю команду. Всі футболісти основного складу «Звезди» (крім Костича) отримали місячну дискваліфікацію.

## Виступи за збірну
9 травня 1946 року дебютував в офіційних матчах у складі національної збірної Югославії в Празі в товариському матчі проти збірної Чехословаччини, тоді ж забив свій перший м'яч
У складі збірної ставав срібним призером Олімпійських ігор 1948 у Лондоні і 1952 років у Гельсінкі
На чемпіонаті світу 1950 року у Бразилії Митич був одним з лідерів югославської команди, але, виходячи на ключовий матч групового турніру проти господарів чемпіонату — збірної Бразилії, розбив голову об арматуру, що стирчала зі стіни і не міг грати в повну силу. В результаті Митич не зміг зіграти перші 20 хвилин матчу, а оскільки в ті часи ще не було заміни, команда почала гру у меншості і пропустили гол у свої ворота від Адеміра на 3-й хвилині. Повернувшись у гру Райко не знав про лідерство Бразилії, поки йому не повідомили його товариші по команді в першому таймі. У підсумку югослави поступилися 0:2 і не вийшли в фінальну групу.
На наступному «мундіалі», в 1954 році у Швейцарії, Райко Митич був капітаном команди. У чвертьфіналі Югославія поступилася майбутньому чемпіону — збірній ФРН.
Останній матч за збірну зіграв 29 вересня 1957 року в Бухаресті проти Румунії в рамках відбіркового турніру чемпіонату світу 1958 року, зустріч закінчилася з рахунком 1:1. Йому було 35 років і 23 дні, на чотири дні менше, ніж його давньому товаришу по команді Бранко Станковичу, який зіграв у віці 35 років і 27 днів і є найстаршим гравцем, що зіграв у збірній Югославії. Всього за збірну Югославії Райко Митич провів 59 матчів і забив 32 м'ячі, в тому числі три хет-трики: 28 травня 1950 проти Данії (5:1), 15 липня 1952 проти Індії (10:1) і 21 травня 1953 проти Уельсу (5:2). Втім він неодноразово говорив, що його улюбленим голом за збірну був той, який він забив 16 травня 1954 року в товариському матчі з Англією (1:0) в Белграді. Це був єдиний, вирішальний гол, забитий на останній хвилині матчу.

## Кар'єра тренера

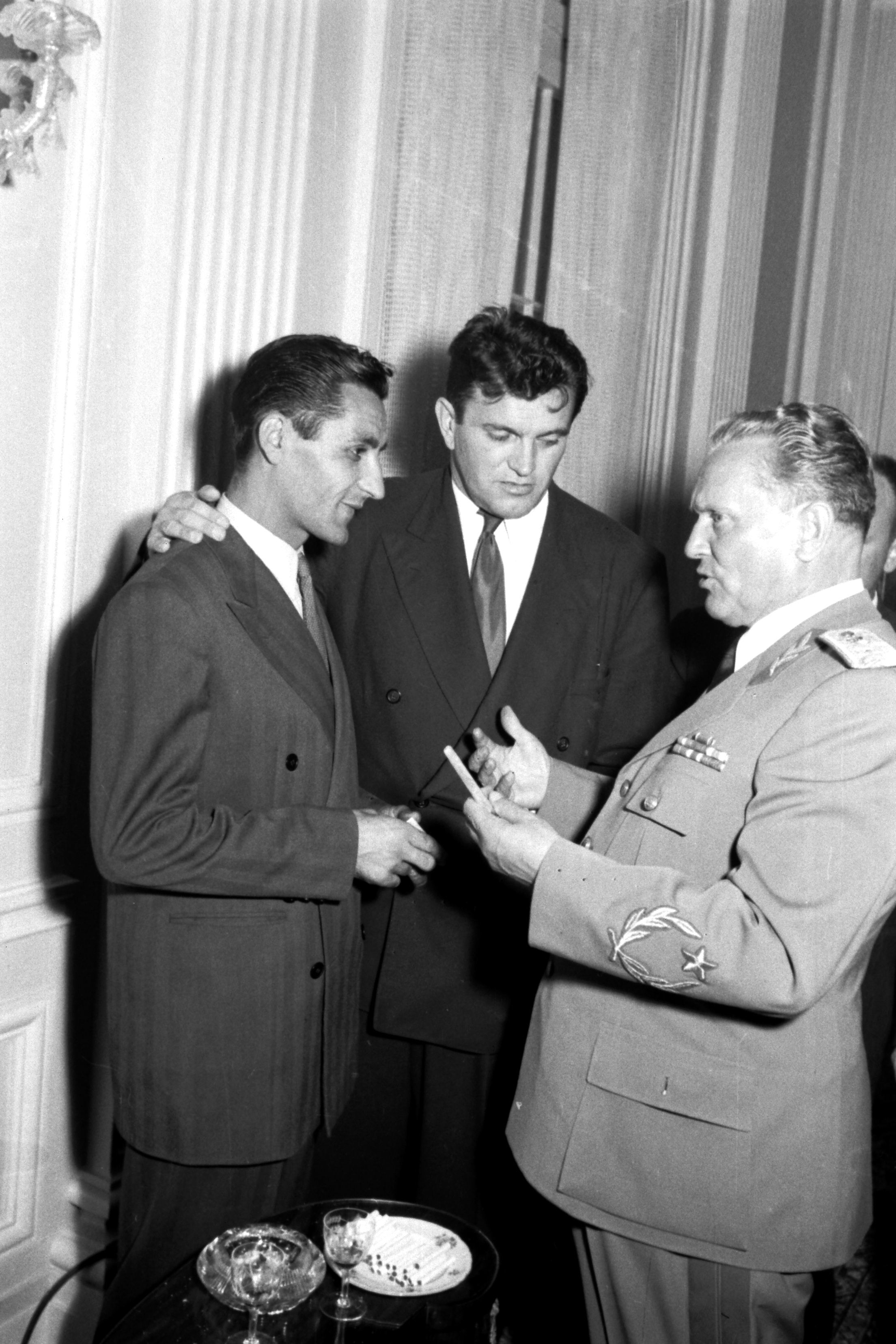
Райко Митич на зустрічі з лідером Югославії Йосипом Броз Тіто. 1960 рік.

З 1960 по 1966 рік Райко Митич входив до тренерського штабу «Црвени Звезди», а потім очолив збірну Югославії: спочатку як один із членів тренерської ради, а з 23 квітня 1967 року — як головний тренер. Під його керівництвом команда, лідером якої був інший видатний гравець «Црвени Звєзди» — Драган Джаїч, стала фіналістом чемпіонату Європи 1968 року.
27 травня 1971 року в прощальному матчі Льва Яшина Райко Митич очолював збірну зірок світового футболу. Матч завершився з рахунком 2:2. Після закінчення тренерської кар'єри Митич працював спортивним журналістом. Після виходу на пенсію у 1983 році довгий час був членом керівництва «Црвени Звезди» (включаючи два терміни на посаді віце-президента клубу).
Помер 29 березня 2008 року на 86-му році життя у Белграді. У грудні 2014 року головний стадіон «Црвени Звезди» отримав назву імені Райко Митича.

## Досягнення

### Як гравця
- Чемпіон Югославії (6): 1945, 1951, 1952/53, 1955/56, 1956/57, 1958/59
- Володар Кубка Югославії (4): 1948, 1949, 1950, 1957-58
- Срібний олімпійський призер: 1948, 1952

### Як тренера
- Срібний призер чемпіонату Європи: 1968